# Böttstein
Böttstein est une commune suisse du canton d'Argovie, dans le district de Zurzach.

Photo aérienne prise à 600 m par Walter Mittelholzer (1920).

## Monuments et curiosités
Le château et sa chapelle sont un ensemble de bâtiments construits au XVIIe s. autour d'une cour intérieure. La chapelle dédiée à saint Antoine possède deux tours. La riche décoration intérieure s'inspire des modèles du baroque italien.